# Jazmín de Grazia
Jazmín de Grazia (Temperley, 4 de julho de 1984 - Buenos Aires, 5 de fevereiro de 2012) foi uma modelo e apresentadora argentina.

## Biografia
Ganhou notabilidade ao participar do reality show "Super M" e do programa de televisão "Dançando por um Sonho" (a versão argentina de Dançando com as Estrelas). Também foi apresentadora de televisão nos canais de televisão por assinatura por exemplo: E! Entertainment, FTV, MTV, Fox e Fox Sports.